# Mario Ančić
Mario Ančić (ur. 30 marca 1984 w Splicie) – chorwacki tenisista, zdobywca Pucharu Davisa, brązowy medalista igrzysk olimpijskich z Aten (2004) w grze podwójnej.

## Kariera tenisowa
Występując jeszcze w gronie juniorów Ančić osiągnął dwa wielkoszlemowe finały, podczas Australian Open 2000 i Wimbledonu 2000. Finały przegrywał odpowiednio z Andym Roddickiem i Nicolasem Mahutem. Na początku stycznia 2001 roku Chorwat sklasyfikowany był jako lider rankingu juniorów.
Grając już jako zawodowiec, pierwszy finał z cyklu ATP World Tour rozegrał latem 2003 roku w konkurencji debla, na twardych kortach w Indianapolis. Wspólnie z Andym Ramem wygrali finałowy mecz z Amerykanami Diego Ayalą i Robbym Gineprim.
W lutym 2004 roku Ančić doszedł do pierwszego w karierze singlowego finału, we włoskim Mediolanie, jednak finałowy pojedynek zakończył się porażką Chorwata z Antonym Dupuisem. Podczas wielkoszlemowego Wimbledonu awansował do półfinału, po zwycięstwie m.in. nad Timem Henmanem. W spotkaniu o finał zawodów uległ Andy'emu Roddickowi. Tegoż samego roku zdobył razem z Ivanem Ljubičiciem brązowy medal na igrzyskach olimpijskich w Atenach. Chorwacka para pokonała po drodze m.in. Francuzów Michaëla Llodrę i Fabrice'a Santoro, a w półfinale przegrali z Chilijczykami Fernando Gonzálezem i Nicolásem Massú. W meczu o brąz Chorwaci wygrali z Hindusami Maheshem Bhupathim i Leanderem Paesem.
Pod koniec lutego 2005 roku Ančić doszedł do finału turnieju w Scottsdale, eliminując po drodze m.in. Vinca Spadeę. Mecz o tytuł przegrał z Australijczykiem Wayne'em Arthursem. Dnia 13 czerwca Ančić wywalczył swój pierwszy singlowy tytuł rozgrywek ATP World Tour, na trawiastych kortach w ’s-Hertogenbosch. Po drodze pokonał Arthursa, a w finale wynikiem 7:5, 6:4 Michaëla Llodrę. Jesienią osiągnął finał w Tokio, lecz w finale nie sprostał Wesleyowi Moodiemu. Ponadto w kwietniu Chorwat triumfował w zmaganiach deblowych w Monachium, partnerując Julianowi Knowle.
Rok 2006 Ančić rozpoczął od finału w Auckland, jednak w finale przegrał z Jarkko Nieminenem. W połowie lutego osiągnął kolejny finał, w Marsylii, po wcześniejszym wyeliminowaniu Ivana Ljubičicia. Mecz o tytuł zakończył się porażką Ančicia z Arnaudem Clémentem. Tego roku, na kortach w ’s-Hertogenbosch Chorwat zwyciężył po raz drugi, eliminując po drodze m.in. Markosa Pagdatisa, a w finale pokonał Jana Hernycha. We wrześniu Ančić awansował do finału w Pekinie, ale tym razem przegrał z Pagdatisem, natomiast trzeci singlowy tytuł zdobył pod koniec października w Petersburgu, gdzie w pojedynku finałowym wygrał z Thomasem Johanssonem. W 2006 roku Chorwat również dwukrotnie zwyciężał w deblu, najpierw w Pekinie, a potem w Mumbaju, grając w parze w obu turniejach z Maheshem Bhupathim.
W 2007 roku Ančić przez większą część sezonu leczył kontuzje. Ponadto zdiagnozowano u niego mononukleozę. W następnym roku Chorwat również zmagał się z urazami, jednak zdołał osiągnąć dwa finały. W lutym zagrał w finale w Marsylii po wyeliminowaniu m.in. Jo-Wilfrieda Tsongi, Robina Söderlinga i Markosa Pagdatisa; przegrał z Gilles'em Simonem. Drugi w sezonie finał z udziałem Chorwata miał miejsce w ’s-Hertogenbosch, w trakcie rozgrywania turnieju deblowego. Wspólnie z Jeffem Coetzeem wygrali decydujący o mistrzostwie mecz z Martinem Dammem i Leanderem Paesem.
W 2009 roku ponownie zmagał się z mononukleozą. Zdołał jednak w lutym dojść do finału w Zagrzebiu, gdzie w finale uległ swojemu rodakowi, Marinowi Čiliciowi. W całym roku Ančić rozegrał 20 meczów, z których 13 wygrał. W 2010 roku Chorwat próbował powrócić do formy startując w zawodach serii ITF Men's Circuit i ATP Challenger Tour, jednak przegrywał już w początkowych rundach.
Od września 1999 roku do marca 2009 roku Ančić reprezentował Chorwację w Pucharze Davisa. W 2005 roku miał swój udział w pierwszym historycznym awansie Chorwacji do finału tych rozgrywek, a następnie w pierwszym triumfie (wygrał decydujący piąty mecz finału ze Słowakiem Michalem Mertiňákiem). Bilans jego gier w reprezentacji wynosi 21 zwycięstw i 13 porażek (singiel i debel). W maju 2006 roku triumfował w Drużynowym Pucharze Świata, rozgrywanym w Düsseldorfie. Ančić grał w drużynie z Ivanem Ljubičiciem i Ivo Karloviciem, a w finale Chorwaci pokonali reprezentację Niemiec 2:1.
W lutym 2011 roku Ančić zakończył karierę tenisową, w trakcie której jego zarobki przekroczyły kwotę 4 milionów dolarów.

### Finały w turniejach ATP World Tour
| Legenda                                      |
| -------------------------------------------- |
| Wielki Szlem                                 |
| Igrzyska olimpijskie                         |
| Tennis Masters Cup / ATP Finals              |
| ATP Masters Series / ATP Tour Masters 1000   |
| ATP International Series Gold / ATP Tour 500 |
| ATP International Series / ATP Tour 250      |

#### Gra pojedyncza (3–8)
| Końcowy wynik | Nr | Data                 | Turniej          | Nawierzchnia    | Przeciwnik       | Wynik finału         |
| ------------- | -- | -------------------- | ---------------- | --------------- | ---------------- | -------------------- |
| Finalista     | 1. | 15 lutego 2004       | Mediolan         | Dywanowa (hala) | Antony Dupuis    | 4:6, 7:6(12), 6:7(5) |
| Finalista     | 2. | 27 lutego 2005       | Scottsdale       | Twarda          | Wayne Arthurs    | 5:7, 3:6             |
| Zwycięzca     | 1. | 19 czerwca 2005      | ’s-Hertogenbosch | Trawiasta       | Michaël Llodra   | 7:5, 6:4             |
| Finalista     | 3. | 9 października 2005  | Tokio            | Twarda          | Wesley Moodie    | 6:1, 6:7(7), 4:6     |
| Finalista     | 4. | 14 stycznia 2006     | Auckland         | Twarda          | Jarkko Nieminen  | 2:6, 2:6             |
| Finalista     | 5. | 19 lutego 2006       | Marsylia         | Twarda (hala)   | Arnaud Clément   | 4:6, 2:6             |
| Zwycięzca     | 2. | 24 czerwca 2006      | ’s-Hertogenbosch | Trawiasta       | Jan Hernych      | 6:0, 5:7, 7:5        |
| Finalista     | 6. | 17 września 2006     | Pekin            | Twarda          | Markos Pagdatis  | 4:6, 0:6             |
| Zwycięzca     | 3. | 29 października 2006 | Petersburg       | Dywanowa (hala) | Thomas Johansson | 7:5, 7:6(2)          |
| Finalista     | 7. | 17 lutego 2008       | Marsylia         | Twarda (hala)   | Gilles Simon     | 4:6, 6:7(3)          |
| Finalista     | 8. | 8 lutego 2009        | Zagrzeb          | Twarda (hala)   | Marin Čilić      | 3:6, 4:6             |

#### Gra podwójna (5–0)
| Końcowy wynik | Nr | Data                | Turniej          | Nawierzchnia | Partner         | Przeciwnicy                    | Wynik finału      |
| ------------- | -- | ------------------- | ---------------- | ------------ | --------------- | ------------------------------ | ----------------- |
| Zwycięzca     | 1. | 27 lipca 2003       | Indianapolis     | Twarda       | Andy Ram        | Diego Ayala Robby Ginepri      | 2:6, 7:6(3), 7:5  |
| Zwycięzca     | 2. | 1 maja 2005         | Monachium        | Ceglana      | Julian Knowle   | Florian Mayer Alexander Waske  | 6:3, 1:6, 6:3     |
| Zwycięzca     | 3. | 17 września 2006    | Pekin            | Twarda       | Mahesh Bhupathi | Michael Berrer Kenneth Carlsen | 6:4, 6:3          |
| Zwycięzca     | 4. | 1 października 2006 | Mumbaj           | Twarda       | Mahesh Bhupathi | Rohan Bopanna Mustafa Ghouse   | 6:4, 6:7(6), 10–8 |
| Zwycięzca     | 5. | 21 czerwca 2008     | ’s-Hertogenbosch | Trawiasta    | Jürgen Melzer   | Mahesh Bhupathi Leander Paes   | 7:6(5), 6:3       |

### Starty wielkoszlemowe (gra pojedyncza)
| Turniej          | 2001 | 2002  | 2003  | 2004  | 2005  | 2006  | 2007  | 2008  | 2009  | 2010 | Wygrane turnieje | Bilans w turnieju |
| ---------------- | ---- | ----- | ----- | ----- | ----- | ----- | ----- | ----- | ----- | ---- | ---------------- | ----------------- |
| Australian Open  | –    | –     | 4R    | 3R    | 3R    | 3R    | 4R    | –     | 3R    | –    | 0 / 6            | 14–6              |
| French Open      | –    | –     | 2R    | 3R    | 3R    | QF    | –     | 3R    | –     | –    | 0 / 5            | 11–5              |
| Wimbledon        | –    | 2R    | 1R    | SF    | 4R    | QF    | –     | QF    | –     | –    | 0 / 6            | 17–6              |
| US Open          | –    | 1R    | 1R    | 1R    | 2R    | –     | –     | –     | –     | –    | 0 / 4            | 1–4               |
| Wygrane turnieje | –    | 0 / 2 | 0 / 4 | 0 / 4 | 0 / 4 | 0 / 3 | 0 / 1 | 0 / 2 | 0 / 1 | –    | 0 / 21           | N/A               |
| Bilans spotkań   | –    | 1–1   | 4–4   | 9–4   | 8–4   | 10–3  | 3–1   | 6–2   | 2–1   | –    | N/A              | 43–21             |